# Ammonal

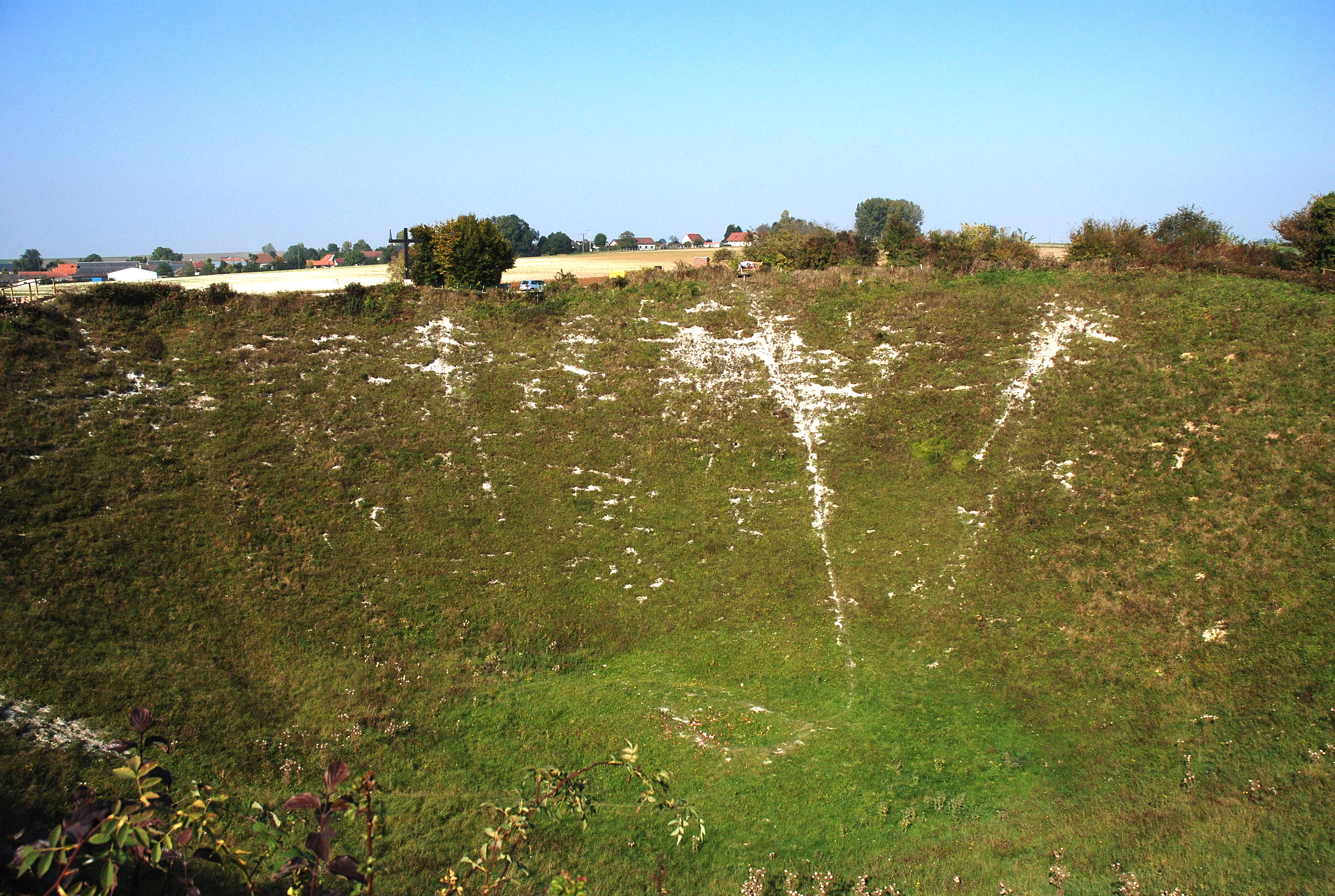
Lochnagar Crater

Ammonal (samentrekking van ammoniumnitraat en aluminium) is een springstof op basis van ammoniumnitraat en aluminium. Het werd in 1900 ontdekt door twee wetenschappers, onafhankelijk van elkaar.
Ammonal werd onder meer gebruikt bij het begin van de slag aan de Somme op 1 juli 1916. De ontploffing sloeg een krater in de grond die nu bekend is als de Lochnagar Crater bij de Franse gemeente Ovillers-la-Boisselle.
In 1917 werd het gebruikt in de streek van Ieper, tijdens de mijnenslag van Wijtschate.

## Samenstelling
De klassieke samenstelling van ammonal die meestal voor niet-militaire toepassingen werd gebruikt bestaat uit:
- 72% ammoniumnitraat
- 25% aluminiumpoeder
- 3% koolstof

Toevoeging van aluminium zorgt ervoor dat de ontploffingstemperatuur merkelijk hoger wordt. Voor militaire toepassingen werd T-ammonal gebruikt. Dan wordt TNT toegevoegd waardoor het mengsel gemakkelijker en sneller tot ontploffing wordt gebracht wat de kracht ervan sterk verhoogt.